# Biliran

Biliran na mapie Filipin

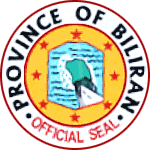
Oficjalna pieczęć

Biliran – wyspa i prowincja na Filipinach, położona na wyspach Biliran i Maripipi kilka kilometrów na północ od wyspy Leyte w regionie Wschodnie Visayas. Do 1992 była częścią prowincji Leyte.
Od południowego zachodu poprzez cieśninę Biliran oraz od południowego wschodu poprzez zatokę Carigara graniczy z wyspą Leyte. Od wschodu poprzez morze Samar graniczy z wyspą Samar. W odległości 30 km na północny zachód znajduje się wyspa Masbate. Od zachodu znajduje się morze Visayan.
Powierzchnia: 536,01 km². Liczba ludności: 150 031 mieszkańców (2007). Gęstość zaludnienia wynosi 279,9 mieszk./km². Stolicą prowincji jest Naval.